# Lorenzo Acquarone

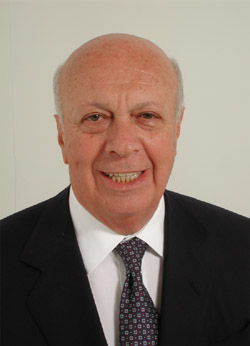
Lorenzo Acquarone

Lorenzo Acquarone (* 25. Februar 1931 in Ventimiglia; † 24. März 2020 in Genua) war ein italienischer Rechtsanwalt und Politiker.

## Leben
Acquarone schloss sein Jurastudium ab und wurde Rechtsanwalt. 1961 wurde er Professor und gehörte von 1966 bis 2006 dem Lehrkörper der Universität Genua an.
Acquarone trat als Mitglied der Democrazia Cristiana in die Politik ein und war von 1987 bis 1994 Senator im Senato della Repubblica. Nach seiner Karriere im Senat wurde er Vorsitzender der Partito Popolare Italiano, mit der er in die Abgeordnetenkammer gewählt wurde, der er von 1994 bis 2006 angehörte. 2002 beteiligte er sich an der Gründung der neuen politischen Gruppierung Democrazia è Libertà – La Margherita, beschloss jedoch im September 2003, die Partei zu verlassen und sich der Popolari UDEUR anzuschließen.
Acquarone starb am 24. März 2020 im Alter von 89 Jahren an den Folgen der COVID-19-Pandemie in Italien.